# Martin V
Oddone Colonna (Genazzano, 1369-1370 – Rome, 1431) est le 206e pape (1417-1431) sous le nom de Martin V.

## Biographie

### Premières années
Il suivit des études de droit à l’université de Pérouse et entra dans la Curie romaine en tant que protonotaire apostolique. En 1405, il fut promu cardinal-diacre de San Giorgio in Velabro. Il prit part au concile de Pise et à l’élection des antipapes Alexandre V et Jean XXIII dans la tentative échouée de réconcilier les obédiences d’Avignon et de Rome issues du Grand Schisme d’Occident. Dès 1410 il s'engagea dans les poursuites à l'encontre de Jan Hus.

### Le pape
Il fut élu pape lors du concile de Constance le 11 novembre 1417 et prit le nom de Martin V en hommage à Martin de Tours, dont la fête était célébrée le jour de son élection. Consacré le 21 novembre par le président du Concile, le cardinal Jean Allarmet de Brogny, il mit fin au Grand Schisme d’Occident, sans toutefois parvenir à contenir un schisme minoritaire de l’Église d’Avignon.

### Retour à Rome
Au début de 1418, Jeanne II de Naples occupait encore Rome avec son armée, et les États pontificaux avaient sombré dans l'anarchie : c'est pourquoi Martin dut d'abord s'établir à Mantoue puis Florence, et ce n'est que trois années après son élection, le 29 septembre 1420, qu'il put faire son entrée à Rome. Martin V peine aussi à faire reconnaître sa légitimité dans les terres du comte Jean IV d'Armagnac et mande Géraud de Brie le 1er octobre 1419 avec ordre d'arrêter les partisans de Benoît XIII. Ce dernier réagit et charge Jean Carrier à son tour, le 17 août 1420, de pourchasser les partisans de Martin V résidant sur les terres du comte.
À Rome, Martin s'attaque à la reconstruction de la ville pour qu'elle reprenne son rôle dans le développement économique, artistique et culturel des États de l’Église : premier pape de la Renaissance, il revivifie les arts en attirant à sa cour, grâce aux cardinaux qu'il a nommés, plusieurs artistes, dont Pisanello et Gentile da Fabriano. Il laissa un excellent souvenir aux Romains.
En 1425, il envoie son parent et condottiere Ludovico Colonna, à qui il confié le commandement des troupes pontificales, dans les Marches et en Ombrie pour assister le légat pontifical Pietro Emilio Colonna contre les seigneurs locaux.
Martin délaisse par contre la réforme spirituelle de l’Église. Il proclame cependant en 1430 les Constitutions Martiniennes, acte de compromis qui cependant n'enrayera pas la division des ordres franciscains. Quoiqu'il fût un homme déterminé, son népotisme assumé mit bientôt tout le Latium aux mains de sa famille. Les Colonna, par alliance avec les familles aristocratiques du pays, se constituèrent en une lignée princière influente dans la papauté jusqu'au XVIe siècle. Le trésor des Colonna fut mis à contribution dans la reconstruction des États de l’Église.
À Naples, Jeanne II est désormais en difficulté face à son rival, Louis d'Anjou, soutenu par le pape Martin depuis 1420. Pour trouver un appui, elle adopte le prince Alphonse d'Aragon mais par suite d'un différend, elle annule cet acte et reconnaît à son tour Louis d'Anjou. Alphonse d'Aragon doit donc s'imposer par la force : il sera roi de Naples en 1442 ; mais ce conflit de succession est avant tout un énorme succès diplomatique pour la papauté, qui lui permet de reprendre en main la curie sans plus craindre d'intercession de Naples.
Martin V concentra tous les pouvoirs et réunit le concile de Pavie-Sienne (it) en 1423, puis celui de Bâle en 1431.
Par une bulle de 1425, il donna son consentement au duc Jean IV de Brabant de fonder à Louvain une Université qui comprendra les facultés des arts, des deux droits et de médecine sans toutefois recevoir la permission d'enseigner la théologie.

### Pape de miséricorde
Ce souverain pontife s'efforça en vain de protéger les Juifs de Vienne, victimes de pogroms en 1420-1421, en menaçant d'excommunication ceux qui chercheraient à les convertir de force au christianisme. Il se distinguait également par sa miséricorde en faveur des fidèles. Par une autre bulle expédiée en 1427, un droit d'indulgence fut attribué à l'évêque de Cahors, en faveur d'un « Grand Pardon » au sanctuaire de Rocamadour en 1428. Il s'agissait du premier événement, selon les documents sûrs, à ce village en France, lorsque la fête de saint Jean Baptiste, le 24 juin et juste 6 mois avant Noël, coïncide la Fête-Dieu. Il est assez probable que Martin V soutenait le jubilé du Puy-en-Velay, en 1418 et 1429, en prorogeant exceptionnellement leur durée. À cette époque-là, d'autres papes n'accordaient que 24 heures d'indulgence. Cependant, les documents au regard de ces jubilés restent introuvables, vraisemblablement à cause des incendies aux archives de la cathédrale Notre-Dame du Puy-en-Velay.
Ceux qui concernaient ce pape étaient au moins :
1. 1418 : cathédrale du Puy-en-Velay, du vendredi 25 mars au mardi 29 mars, présidé par l'évêque Élie de Lestrange ;
2. 1428 : sanctuaire de Rocamadour, pour la première fois avec un calendrier particulier pour l'inauguration, du samedi Saint 3 avril jusqu'au 3e jour après la Pentecôte ; expédition de la bulle de Martin V en 1427 ; présidé par l'évêque de Cahors Guillaume VI d'Arpajon ;
3. 1429 : cathédrale du Puy-en-Velay, du vendredi 25 mars au dimanche 3 avril, présidé par l'évêque Guillaume de Chalençon.